# Værnepligtig sergent
Værnepligtig sergent er en grad, der kan tages i brug såfremt der opstår en meget stor mangel på sergenter. Graden vil blive benyttet i krigstid, men benyttes ikke længere i fredstid.

## Indførelse i fredstid
Indførelsen af værnepligtige sergenter vil formentlig møde stor folkelig modstand i fredstid, da disse, ligesom værnepligtige menige ikke kan nægte tjeneste. Således vil de værnepligtige menige, som vurderes egnet, blive tvunget på sergentskole og derefter ud ved et af regimenterne. Et "ufrivilligt" tjenesteforløb, der i fredstid kan strække sig op til 2 år, og på ubestemt tid under krig.